# Alí Padrón
Pour les articles homonymes, voir Padrón.
Alí Padrón est un homme politique et économiste vénézuélien. Il est l'actuel ministre vénézuélien du Tourisme depuis le 25 octobre 2020, après avoir été vice-ministre du Tourisme et vice-ministre du Tourisme international depuis 2015.

## Biographie

### Formation
Alí Padrón est diplômé en économie à l'université centrale du Venezuela en 1994 et effectue un master en administration publique à l'université métropolitaine de Londres en 1999.

### Carrière politique
Par décret publié au Journal officiel n° 40718, il est nommé vice-ministre du Tourisme international le 6 août 2015 et par décret n° 4123 publié au Journal officiel n°41818, il est nommé vice-ministre du Tourisme en février 2020. Le 25 octobre 2020, le président Nicolás Maduro le nomme ministre du Tourisme.

## Prises de position
En mai 2021, il annonce par la messagerie tweeter, information reprise par des médias nationaux dont Venezolana de Televisión, l'arrivée dans le pays du premier vol de la compagnie aérienne nationale du Venezuela Conviasa en provenance de la capitale russe Moscou transportant 90 tour-opérateurs russes en respectant les mesures contre la pandémie de coronavirus, venus pour permettre le développement du tourisme entre la Russie et le Venezuela par une nouvelle « route Caracas-Moscou » (Ruta Caracas-Moscú, en espagnol).